# 守実温泉
守実温泉（もりざねおんせん）は、大分県中津市山国町にある温泉である。

## 概要
大分県中津市の山国支所近くの国道212号（日田往還）沿いに位置している。かつては中津駅から当温泉までの間に大分交通耶馬渓線が運行されていたが、1975年（昭和50年）に廃線となっており、現在は、大交北部バスが中津駅から当温泉までの路線バスを運行している。
共同浴場としては、一般財団法人コアやまくにが運営する「守実温泉 やすらぎの郷 やまくに」がある。この温泉は、かつての守実温泉を2003年（平成15年）にリニューアルしたものである。
- 泉質 - 弱アルカリ性単純水[1]
- 泉温 - 34度
- 効能 - リウマチ・神経痛・疲労回復[1]
- 営業時間 - 10:30～21:00
- 定休日 - 毎月第1・第3火曜日
- 入浴料（税込み） - 大人：400円、小人：200円（大人同伴の5歳以下は無料）、家族風呂：1,530円（90分）

## 交通
- バス
  - JR九州日豊本線中津駅から、大交北部バス守実温泉行きで1時間。終点下車、徒歩10分。
  - JR九州久大本線日田駅から、大分交通バス中津方面行きで30分。守実停留所下車、徒歩10分。

久大本線豊後森駅との間に玖珠観光バスの路線も存在するが、平日午前中の1往復しか運行していない（2025年現在）ため観光目的での利用は難しい。
- 自動車
  - 大分自動車道日田ICから20分。
  - 中津日田道路（耶馬渓道路）下郷交差点から10分。
  - JR九州日豊本線中津駅から45分。